# Brochymena affinis
Brochymena affinis är en insektsart som beskrevs av Van Duzee 1904. Brochymena affinis ingår i släktet Brochymena och familjen bärfisar. Inga underarter finns listade i Catalogue of Life.